# Frascarolo
Frascarolo (Frascarö in dialetto lomellino) è un comune italiano di 1 076 abitanti della provincia di Pavia in Lombardia. Si trova nella Lomellina sud-occidentale, a breve distanza dalla riva sinistra del Po.

## Storia
Frascarolo, appartenente nell'alto medioevo al Contado di Lomello, fu assoggettato al dominio di Pavia con il diploma del 1164 dell'imperatore Federico I; nel 1250 appare come Frascarolum nell'elenco delle terre pavesi.
Nel 1441 la signoria di Frascarolo è assegnata ad Antonio Birago di Milano (il feudo comprende anche la vicina Torre Beretti), viene poi venduta negli ultimi decenni del XV secolo ai Varesini, I Varesini, nel 1614 lo vendono ai Bellisomi di Pavia, che sono nominati dal re di Spagna Filippo IV Marchesi di Frascarolo nell'anno 1623. I Bellisomi mantengono poi la signoria fino all'abolizione del feudalesimo (1797).
Nel 1713 Frascarolo passa, con tutta la Lomellina, sotto il dominio dei Savoia, e nel 1859 viene incluso nella provincia di Pavia. Nel 1818 o poco prima fu unito a Frascarolo l'antico comune di Abbazia d'Acqualunga.
Fra i monumenti più significativi si ricordano il castello visconteo-sforzesco, ricostruito nel 1512 e restaurato negli anni 1882/1883, durante la proprietà della famiglia Vochieri, l'antica chiesa di S. Maria Maggiore "Castri Veteris" (antica chiesa parrocchiale di Frascarolo, menzionata già nel 1322 in documenti conservati all'Archivio Segreto Vaticano), la chiesa parrocchiale attuale, di stile neoclassico e dedicata alla B.V.M. Assunta e san Vitale martire, edificata nel 1841 e aperta al culto nell'anno 1852, al cui interno sono conservati pregevoli affreschi dei pittori Giovanni Valtorta e Luigi Morgari, nonché una Crocifissione su tela del pittore Francesco Sampietro, datata 1852. Si ricorda inoltre il santuario della Beata Vergine del Romito che racchiude un affresco di epoca rinascimentale di scuola del pittore Gaudenzio Ferrari. Nel locale cimitero è ubicata la cappella sepolcrale della famiglia Vochieri, che racchiude i monumenti scultorei in marmo dello scultore simbolista Leonardo Bistolfi, che realizzò anche la lapide dei caduti sulla facciata delle scuole.

### Simboli
Lo stemma e il gonfalone sono stati approvati dal consiglio comunale il 22 novembre 2008 e concessi con decreto del presidente della Repubblica del 27 febbraio 2009.
Nell'insegna di Frascarolo sono riuniti elementi tratti dagli stemmi delle famiglie che ebbero in feudo il paese e riprende un antico emblema presente sull'edificio del comune risalente al 1841. La frasca fogliata, oltre ad avere assonanza con il toponimo, è presente nei blasoni dei Da Frascarolo, degli Ungaresi (o Ongaresi) e dei Chiroli, come risulta negli armoriali del Cremosano e del Marozzi.
I grifoni erano i sostegni dello scudo e sono stati collocati all'interno dello stemma. Questi animali sono presenti anche nell'arma della famiglia Robba di Frascarolo.
Gli smalti azzurro e oro sono presenti negli stemmi delle nobili famiglie locali dei Varesini e dei marchesi Bellisomi.
Il gonfalone è un drappo di giallo con la bordatura di azzurro.

## Monumenti e luoghi di interesse

### Architetture civili e militari

#### Castello di Frascarolo (Lomellina)
Circondato da un fossato, il castello di Frascarolo è un edificio impostato su una pianta a "U" e dotato di torri d'angolo. Al centro della facciata frontale, un'altra torre ospita l'ingresso principale al castello, sormontato da un bassorilievo raffigurante lo stemma dei Visconti. Il castello fu restaurato nel 1882.

### Architetture religiose

#### Abbazia d'Acqualunga
Abbazia d'Acqualunga è noto come Aqualungha nell'elenco del 1250: la acqua lunga era un vicino canale del Po. Vi esisteva il monastero cistercense di Santa Maria, noto dal 1204 e certamente più antico, da cui il paese trasse il nome con cui fu poi conosciuto, Abbatia de Acqua Longa (1412). Infatti la nascita di un insediamento monacale va fatta risalire all'anno 1180/1181, quando Ascherio, abate del monastero di Rivalta Scrivia (presso Tortona), giunse in zona e fondò una "ecclesia" ed una "domus", che furono poi citate nel suo testamento del 23 dicembre 1185, come dipendenti dalla stessa Rivalta Scrivia. La data del 1204 segna la nascita del monastero autonomo, aggregato all'ordine cistercense: gli storici dell'ordine annotano come data ufficiale il 24 febbraio 1204. Nel XV secolo l'abbazia fu concessa in commenda al nobile senese Francesco Todeschini Piccolomini, nipote del Papa Pio II Piccolomini. Nel 1503 lo stesso Francesco Todeschini Piccolomini, divenuto Papa Pio III concesse l'abbazia al nobile pavese Galeazzo Pietra, che in seguito, nel 1530, fu nominato primo Vescovo di Vigevano, alla creazione della Diocesi da parte di Papa Clemente VII Medici. Il monastero era anche feudatario del luogo, feudo che passò nel 1530 alla mensa vescovile di Vigevano, quando il monastero fu soppresso. Il comune sopravvisse fino al 1806, fu poi unito provvisoriamente a Suardi e definitivamente (1818) a Frascarolo.

## Società

### Evoluzione demografica
Abitanti censiti